# Guerre des Sioux de 1862
Guerres indiennes
Batailles
Guerre des Sioux de 1862 :
- Agence Lower Sioux
- Redwood Ferry
- New Ulm
- Fort Ridgely
- Birch Coulee
- Fort Abercrombie
- Wood Lake

La guerre des Sioux de 1862 (également connue sous les noms de soulèvement des Sioux, révolte des Dakotas ou encore guerre de Little Crow) est un conflit armé qui opposa plusieurs groupes de Dakotas orientaux aux États-Unis durant l'année 1862. Il débuta le 17 août 1862 le long de la rivière Minnesota et se termina par l'exécution collective de 38 Dakotas le 26 décembre 1862 à Mankato.

## Histoire
Le 17 août 1862, un jeune Dakota accompagné de trois autres jeunes du même âge tue cinq colons en revenant d'une expédition de chasse. Cette même nuit, un conseil des Dakotas décide d'attaquer les différents villages des Blancs présents dans toute la vallée du Minnesota pour essayer de les chasser de la région. Il n'y eut jamais de rapport officiel sur le nombre de colons tués, même si dans le second discours annuel d'Abraham Lincoln, il note que pas moins de 800 hommes, femmes et enfants ont péri.
Dans les mois qui suivent, les batailles opposant les Dakotas aux colons et plus tard, à l'Armée de terre des États-Unis s’achèvent avec la reddition de la plupart des Dakotas. À la fin du mois de décembre 1862, les soldats ont fait prisonnier plus d'un millier de Dakotas qui sont internés dans des prisons du Minnesota.
392 prisonniers furent jugés, 303 furent condamnés à mort et 16 furent emprisonnés. 
Le président Lincoln et les avocats du gouvernement examinèrent ensuite les procès-verbaux des procès des 303 condamnés a mort. Lorsque seulement deux hommes furent reconnus coupables de viol, Lincoln élargit les critères pour inclure ceux qui avaient participé à des « massacres » de civils plutôt qu'à de simples « batailles ». Il prit ensuite sa décision finale et transmit une liste de 39 noms aux autorités militaires.
38 Dakotas sont pendus le 26 décembre 1862, à 10 heures du matin, dans la plus grande exécution de masse de l'histoire des États-Unis devant environ 4 000 personnes.
En avril 1863, les Dakotas restants sont expulsés du Minnesota vers le Nebraska et le Dakota du Sud.
Le Congrès des États-Unis met fin à l'existence de leurs réserves.